# Mathilde Wiel-Öjerholm
Mathilde Wiel-Öjerholm, född Wiel 1859 i Halden i Norge, död 1903 i USA, var en norsk författare och psalmförfattare. 
När hon var tio år gammal flyttade familjen till Säffle i Värmland. År 1882 gifte hon sig med metodistpastorn  
Johan Melcher Öjerholm och när hon senare samma år fick veta att hennes  fars var död skrev hon psalmen
O, jag vet ett land, där Herren Gud.
Paret flyttade till Texas i USA år 1887 där Johan Melcher Öjerholm arbetade som pastor och kringresande predikant. De fick två barn som båda dog tidigt.
Wiel-Öjholms sånger är samlade i boken Vildblomster från 1911. 

## Psalmer
- O, jag vet ett land, där Herren Gud diktad 1882 (publicerad första gången 1890. Senare i flera sångböcker, bland andra som nr 155 i Sions Sånger 1951) Finns på Wikisource.